# Mir
Mir (rusky Мир, čili „svět“ nebo „mír“) byla sovětská (později ruská) vesmírná stanice, první dlouhodobě obydlená vědecká stanice ve vesmíru na oběžné dráze kolem Země. Byla vybudována propojením modulů Mir, Kvant-1 (typová řada 37), Kvant-2, Kristall, Spektr, Priroda a DM, které byly na oběžnou dráhu odděleně vypouštěny v letech 1986–1996. Mir byl založen na řadě vesmírných stanic Saljut dříve vypouštěných Sovětským svazem. Stanice byla obsluhována pilotovanými loděmi Sojuz a nákladními Progressy. Předpokládalo se, že bude také obsluhována raketoplánem Buran, ale tento projekt byl opuštěn.
Spojené státy, které plánovaly výstavbu vlastní vesmírné stanice Freedom jako protistranu Miru, se po skončení studené války během programu Shuttle-Mir spojily se svými raketoplány s Mirem. Na stanici dodávaly zásoby a dočasně zvětšovaly obytné a pracovní prostory, čímž vzniklo v té době největší umělé kosmické těleso s celkovou hmotností 250 tun. Mir ve vesmíru představoval velkou kosmickou laboratoř. Celkový počet experimentů a pozorování vykonaných na jeho palubě dosáhl čísla 31 200, z toho 23 600 kosmonauti provedli v rámci sovětského, resp. ruského federálního kosmického programu a 7 700 na komerčním základě.
Mir byl velký asi jako šest autobusů a obsahoval množství vědeckých přístrojů i věci denní potřeby kosmonautů. Běžně v něm žili tři lidé, ale byl schopen pojmout až šest osob. Až na tři krátká období byl Mir nepřetržitě obydlen do října 1999. Na palubě Miru se vystřídalo celkem 104 kosmonautů, z toho 62 jiné než ruské národnosti. Řídicí středisko Miru, CUP (Centr upravlenija poljotom), sídlilo v Kaliningradu u Moskvy (dnešní Koroljov).
Po 15 letech provozu 23. března 2001 byl Mir záměrně naveden do zemské atmosféry, z větší části v ní shořel a jeho zbytky dopadly poblíž Nadi (Fidži) do Tichého oceánu. Na konci jeho životnosti existovaly plány prodat jej soukromým společnostem jako první mimozemské vesmírné televizní a filmové studio, ale vybavení se chovalo příliš nespolehlivě a nebylo již dále použitelné.

## Plánování a vývoj
Mir navazoval na sovětské orbitální stanice Saljut. Původně se uvažovalo o vypuštění nové stanice Saljut 8, která by byla sice dokonalejší, ale velmi podobná předcházejícím Saljutům. Stanice Mir se nakonec stala úplně novou, samostatnou stanicí, přestože vycházela z konstrukce Saljutů. Byla zvolena modulová koncepce s jedním hlavním blokem, ke kterému se dal pomocí spojovacích uzlů připojit další laboratoře. Toto řešení mělo jednu obrovskou výhodu – konfiguraci základny bylo možné podle potřeby měnit nebo doplnit o další části.

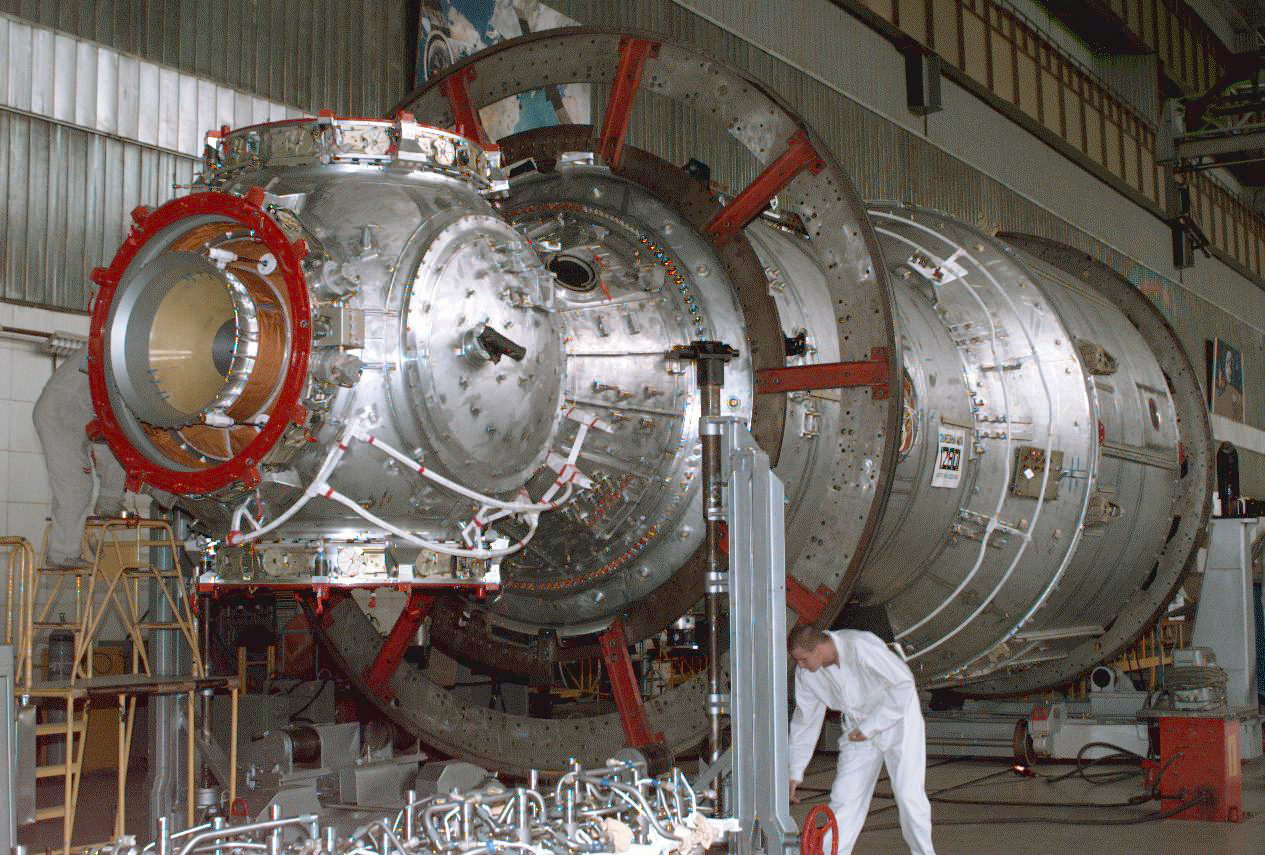
Modul Zvezda Mezinárodní vesmírné stanice, původně stavěn jako základ Miru-2

První návrh vícemodulové orbitální stanice vytvořil v 70. letech konstruktér Valentin Gluško. V roce 1976 padlo rozhodnutí vyvinout raketu RAA-135, ze které se zanedlouho stala nosná raketa Eněrgija a další generaci orbitálních stanic DOS (Dolgovremennaja Orbitalnaja Stancija – dlouhodobá orbitální stanice, oficiálně Saljut), označených jako DOS-7 a DOS-8. První z nich byla zanedlouho pojmenována Mir, druhá měla být Mir-2, který byl později sloučen s americkým projektem Freedom a vedl k výstavbě Mezinárodní vesmírné stanice. Na rozdíl od stanic Saljut, které měly jen dva spojovací uzly, DOS-7 měla mít uzly až čtyři, což značně rozšiřovalo možnosti jejího využití. Později konstruktéři přidali ještě další dva uzly, takže stanice mohla současně přijmout až 6 nezávislých lodí.

### Předběžné úvahy

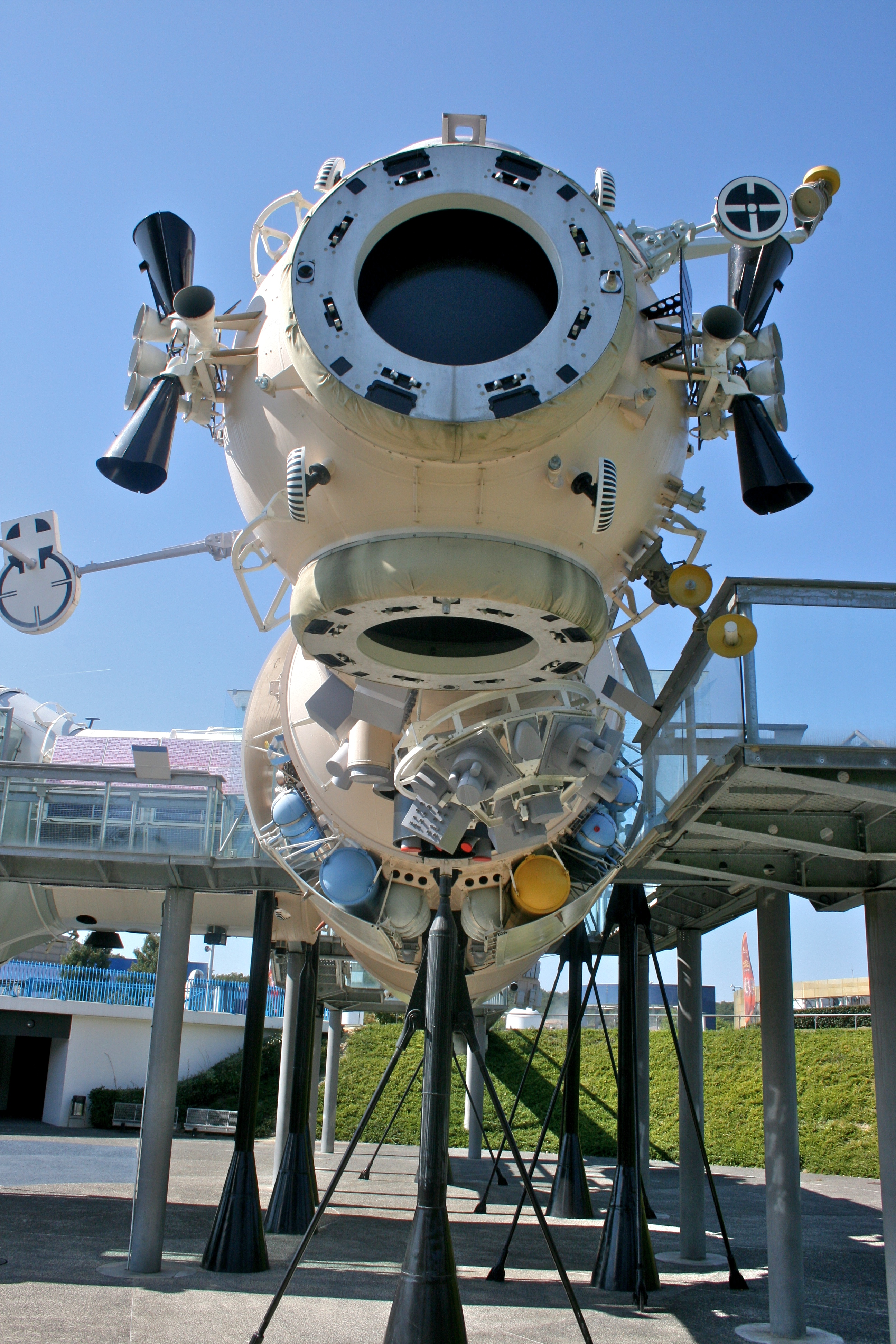
Přesná kopie stanice v muzeu Cité de l'espace ve francouzském městě Toulouse

Roku 1975 zahájili konstruktéři NPO Eněrgija práce na nové, už třetí, generaci stanic DOS. Začátkem roku 1976 Eněrgija předložila nadřízenému ministerstvu všeobecného strojírenství první technický návrh stanice. Základní blok, typu DOS a vybavený zdokonalenými palubními systémy, měl mít kromě dvou spojovacích uzlů v ose stanice (vpředu a vzadu) ještě dva boční uzly pro sedmitunové vědecké moduly odvozené z lodi Sojuz resp. Progress, vynášené raketou Sojuz. Oproti předcházejícím stanicím se počítalo například s novými většími solárními panely nebo s novým navigačním systémem Kurs. Pro Mir byl vyvinut nový přístroj na získávání kyslíku z odpadní vody – Elektron a také systém na odfiltrování oxidu uhličitého z atmosféry stanice, pojmenovaný Vozduch.
Předběžný projekt stanice ze srpna 1978 předpokládal existenci už čtyř bočních uzlů. Od února 1979 byla na základě usnesení vlády organizována spolupráce více než sta zúčastněných podniků.

### Konstrukce
Vzhledem k přetíženosti konstruktérů Eněrgije byla vlastní konstrukce základního bloku přidělena KB Saljut, nicméně celkový dohled nad pracemi si ponechal Jurij Semjonov, 1. náměstek generálního konstruktéra Eněrgije. Během roku 1979 konstruktéři provedli řadu změn vybavení stanice (nový řídicí počítač, stykový systém, sestava a rozmístění antén, sestava gyroskopů).
Od počátku roku 1981 začala Eněrgija prosazovat použití dvacetitunových modulů řady 37K vynášených raketou Proton. Vlastní moduly měly vážit 10 tun, z toho do 3 tun užitečného zatížení, ale dalších téměř 10 tun připadlo na tahač, který se měl po dopravení modulu ke stanici oddělit a shořet v atmosféře. Ministerstvo souhlasilo s touto variantou v červnu 1981. Použití těžších modulů umožnilo řešit přetížení základního bloku (roku 1981 už o 4,5 tuny) přemístěním části vybavení do dovybavovacího modulu. Přemístěny tak byly gyroskopy, přechodová komora, systém Elektron, sprcha. Kromě přesunů zařízení se změnila předpokládaná dráha stanice na energeticky méně náročnou, aby ji byla raketa Proton schopna vynést.
Kromě dovybavovacího modulu – 37KD – byly naplánovány moduly 37KT (technologický), 37KP (pozorování Země) a 37KG (zásobovací). Zahájena byla výroba modulu 37KE (astrofyzikální, budoucí Kvant) pro Saljut 7.

### Výroba
Po zpracování byla dokumentace začátkem roku 1982 předána výrobním závodům – Závodu experimentálního strojírenství v NPO Eněrgija a Závodu Chruničeva. Byla zahájena výroba dvojice základních bloků, s typovým označením 17KS a výrobním číslem 12701 (budoucí Mir) a 12801 (budoucí modul Zvezda stanice ISS).
Během roku 1983 KB Saljut navrhlo jinou variantu výstavby modulů. A sice postavit je na základě lodi TKS podle vzoru projektu TKS-M, vypuštěnému k Saljutu 7 pod názvem Kosmos 1686. Výhodou bylo nahrazení desetitunového tahače výrazně lehčím motorovým úsekem, což přineslo zvýšení váhy užitečného zatížení z 3 na 5 tun. V červnu 1984 bylo užití modulů řady 77 schváleno ministerstvem. Předpokládalo se vypuštění čtyř kusů – 77KSD (dovybavovací, budoucí Kvant 2), 77KST (technologický, budoucí Kristall), 77KSO (sledování zemského povrchu pro vojáky, budoucí Spektr) a 77KSI (výzkum přírodních zdrojů Země, budoucí Priroda). Mezitím byl v lednu 1984 modul 37KE přeřazen z programu Saljut 7 na Mir.
Začátkem roku 1984 byly všechny finanční zdroje ministerstva všeobecného strojírenství vrženy na program Buran, včetně rakety Eněrgija a práce na orbitálních stanicích se prakticky zastavily. Na jaře 1984 se však rozběhly znovu s úkolem vypustit stanici do sjezdu strany (březen 1986). Základní modul 17KS dokončila továrna na jaře 1985, vynechala testování na místě a ve dnech 12. dubna – 6. května 1985 jej převezla na kosmodrom Bajkonur, kde se měly realizovat všechny zkoušky, paralelně probíhaly testy na maketách v továrně (v průběhu vývojových prací se prováděly testy na celkem čtrnácti prototypech a maketách stanice).

### Start
První datum startu základního bloku byl 16. února 1986. Několik desítek sekund před startem však řídicí středisko ztratilo spojení s Mirem, a proto byl start odvolán. Mir úspěšně odstartoval o čtyři dny později s nosnou raketou Proton K.
Starty ostatních modulů měly následovat krátce po startu Kvantu (březen 1987), ale postupně se opožďovaly. Některé moduly se dostaly do vesmíru až s několikaletým zpožděním. Na jejich výstavbu, zkoušky a vypuštění těžce doléhaly především radikální snížení výdajů na kosmonautiku po nástupu Jelcinových vlád. Navzdory tomu, že se původně předpokládalo, že všechny součásti stanice budou vypuštěny v průběhu dvou let a celková doba činnosti stanice bude pět let v případě základního bloku a tří let u modulů, poslední modul odstartoval do vesmíru až deset let po vypuštění první části stanice.

## Moduly
Vesmírná stanice Mir se skládala z těchto modulů:
| Modul          | Datum startu        | Nosná raketa      | Datum připojení     | Hmotnost modulu | Nákres | Poloha modulu v konfiguraci s Mirem |
| -------------- | ------------------- | ----------------- | ------------------- | --------------- | ------ | ----------------------------------- |
| Základní blok  | 19. února, 1986     | Proton 8K82K      | N/A                 | 20 100 kg       |        |                                     |
| Kvant-1        | 31. března, 1987    | Proton 8K82K      | ~9. dubna, 1987     | 10 000 kg       |        |                                     |
| Kvant-2        | 26. listopadu, 1989 | Proton 8K82K      | 6. prosince, 1989   | 19 640 kg       |        |                                     |
| Kristall       | 31. května, 1990    | Proton 8K82K      | 10. června, 1990    | 19 640 kg       |        |                                     |
| Spektr         | 20. května, 1995    | Proton 8K82K      | 1. června, 1995     | 19 640 kg       |        |                                     |
| Docking Module | 12. listopadu, 1995 | Atlantis (STS-74) | 15. listopadu, 1995 | 6 134 kg        |        |                                     |
| Priroda        | 23. dubna, 1996     | Proton 8K82K      | 26. dubna, 1996     | 19 000 kg       |        |                                     |

### Základní blok
Obytný a řídicí modul, první modul stanice, vypuštěn 19. února 1986. Konstrukčně se skládal ze čtyř základních částí: přechodového úseku, pracovního úseku, přístrojového úseku a z přechodové komory. Byl dlouhý 13,13 m. Jeho maximální průměr byl 4,15 m a při startu vážil asi 21 tun. Kulovitý modul sloužil zároveň jako přechodová komora pro výstup kosmonautů do otevřeného vesmíru. Z modulu vycházela dvě křídla solárních panelů s celkovou plochou 75 m2, ke kterým se v roce 1987 přidalo dalších 22 m2.

### Kvant (někdy označován jako Kvant 1)

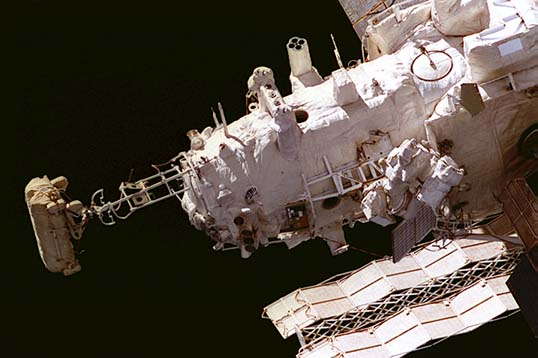
Modul Kvant 2 jako součást Miru

Druhý modul Miru, připojen 12. dubna 1987. Astrofyzikální modul složený z laboratorního úseku, přechodové komory a externího úseku přístrojů. Laboratorní úsek měl tvar válce a přecházel vpředu do kónické části s aktivním spojovacím uzlem. Z druhé strany byl pak ohraničený kulovým dnem. Hlavní část vědeckého vybavení modulu Kvant představovala mezinárodní observatoř Rentgen s celkovou hmotností 800 kg. Délka celého modulu byla 5,8 m a jeho hmotnost 11 050 kg.

### Kvant 2
Modul určený pro dovybavení Miru zařízením, které pro příliš velkou hmotnost nemohlo odstartovat v základním bloku, palivem a spotřebními látkami. Připojen 6. prosince 1989. Jeho konstrukce je odvozena od dopravní lodi TKS původně určené pro vojenské stanice Almaz. Modul se skládal ze tří hermetizovaných částí: z nákladní s přístroji, pozorovací vědecké a speciální přechodové kabiny. Nacházela se v něm i komora pro výstup do otevřeného prostoru, systém regenerace pitné vody a sprchový kout. Modul byl dlouhý 12,4 m, široký 4,35 m (v maximálním průměru) a vážil 18,5 tuny. Nesl dvě křídla solárních panelů s celkovou plochou 53 m2.

### Kristall
Technologický modul, připojen 10. července 1990. Byl určen na vědecké a technologické pokusy, ale také na spojení s raketoplánem Buran, ke kterému však nikdy nedošlo. Setkávací spojovací uzel byl upraven pro připojení těles v hmotnosti do sta tun. Skládal se z dvou hermetizovaných částí a jeho délka byla 11,9 m. Jeho maximální průměr byl 4,35 m a vážil 19 640 kg. Byly v něm též umístěny schránky s přístroji a potravinami. Nesl dvě křídla solárních panelů s plochou 70 m2. Kromě uzlu pro připojení k Miru a uzlu na spojení s raketoplánem měl ještě třetí uzel, ke kterému se měl připojit modul vykonávající astronomická pozorování.

### Spektr

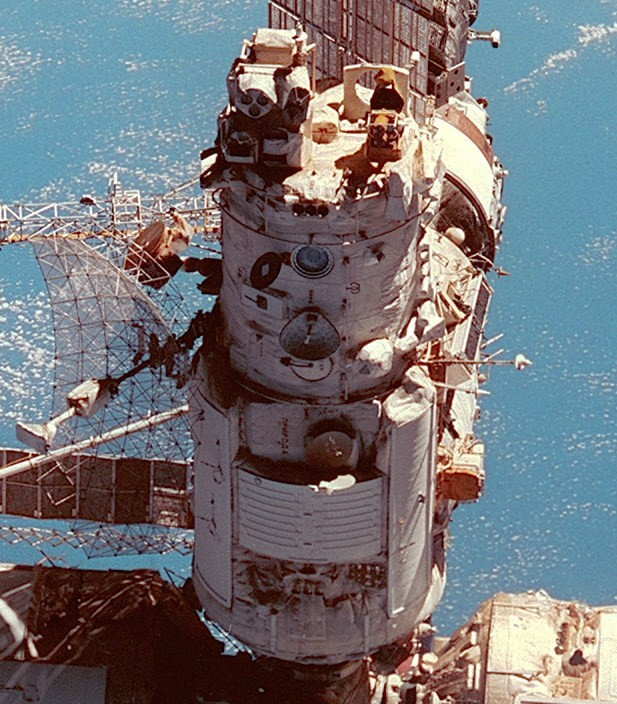
Modul Priroda

Modul sloužící pro pozorování Země, zvláště pak přírodních zdrojů a atmosféry, připojen 1. června 1995. Byl vybaven ruskými i americkými přístroji. V době startu měl hmotnost 23 500 kg, z čehož samotný modul bez zásob a pohonných hmot vážil 19 640 kg. Obsahoval zařízení pro atmosférický výzkum, technologické experimenty, sledování atmosféry Země a monitorování rentgenového a gama záření. Měl délku 12 m a maximální průměr 4,35 m. Nesl až 4 solární panely.

### Stykový modul
Modul zajišťující spojení s americkým raketoplánem, protože spojení přes modul Kristall bylo komplikované. Byl připojen 15. listopadu 1995. Přes modul se mohla s Mirem spojit i loď Sojuz. Jeho vědecké vybavení bylo minimální. Délka byla 4,7 m, byl vybaven dvěma solárními panely, z toho jedním čistě ruské výroby, druhý byl výsledkem americko-ruské spolupráce.

### Priroda
Modul pro dálkový průzkum Země, připojen 26. dubna 1996. Probíhalo na něm měření příměsí různých látek v atmosféře, sledování globální tepelné výměny, pozorování cirkulace mraků, měření eroze, radioaktivity, sledování ekologické situace a jiná měření. Nesl též větší množství amerických přístrojů. Jeho délka byla 12 m, průměr 4,35 m a hmotnost 19 700 kg. Modul nebyl vybaven solárními panely a do příletu k Miru mu elektrickou energii zajišťovalo 168 baterií. Po spojení s Mirem se připojil na jeho energetické zdroje a baterie kosmonauti naložili do lodě Progress, ve které spolu s ostatním odpadem shořely v atmosféře.
Průlezy mezi moduly měly jednotný průměr 0,8 m. Manévrování každého modulu na oběžné dráze, jeho přiblížení a spojení s orbitálním komplexem Mir zajišťoval systém služební a motorové sekce. Spojování trvalo 22 minut a uskutečňovalo se na vysoké oběžné dráze. Přitahování modulů ke stanici a hermetizaci zabezpečily spojovací soustavy.

## Palubní systémy

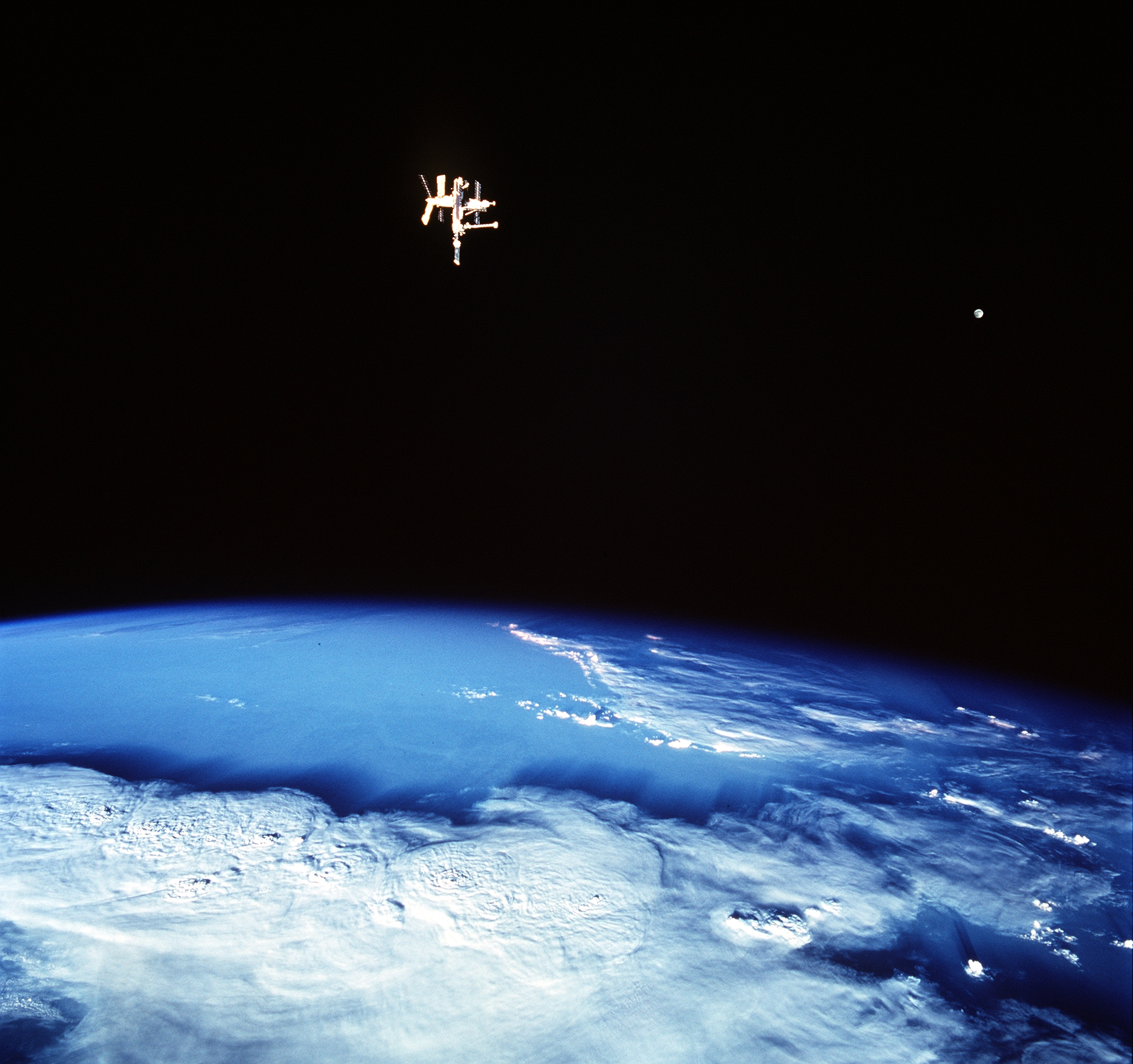
Mir a Měsíc, dva satelity Země

Na Miru se nacházelo množství palubních systémů. Základ kontrolních a řídicích systémů představovalo 7 počítačů, které umožňovaly maximálně automatizovat řízení letu, činnost palubních systémů a vědecké aparatury. S palubní automatikou byly spojeny také pulty povelové a výstrahové signalizace, řízení motorových jednotek, systémů elektrického zásobování, regenerace vody, termoregulace a zajištění výstupu kosmonautů do otevřeného prostoru.
Dalším palubním systémem byl systém řízení letu, jehož úlohou bylo udržovat stanici v požadované poloze a orientaci. Systém přijímal údaje ze snímačů úhlových rychlostí (akcelerometrů), slunečních a astronavigačních čidel, infračervených čidel a optických zaměřovačů. Významnou novinkou v systému orientace bylo použití gyroskopických stabilizátorů. Vlastní motorový systém tvořily dva hlavní motory s tahem 2943 N. Používaly se při korekcích oběžné dráhy. Kromě toho stanice obsahovala ještě 32 malých reaktivních motorů s tahem 137,3 N. Všechny motory spalovaly stejné pohonné hmoty ze společné nádrže. Motory byly umístěny na částech modulů nazývaných přístrojové úseky.
Primárním zdrojem elektrické energie byly solární panely pracující na bázi arzenidu gália. Pomocí snímačů polohy Slunce byly vždy automaticky orientovány na Slunce. Tento primární zdroj byl připojen na systém paralelně připojených akumulátorových batérií, které bezprostředně napájely rozvodnou síť stejnosměrným napětím 28.5 V. V případě, že bylo potřeba dočasně zvýšit výkon elektrické sítě, byly k dispozici další záložní akumulátory. Stále stejnou teplotu a vlhkost na Miru udržovala citlivá kontrolní čidla, bloky systému automatické a ruční regulace, výkonná ústrojí a zařízení pro odvod odpadového tepla do kosmického prostoru. Teplota mohla být nastavena v rozsahu 18 až 28 C°, relativní vlhkost vzduchu v rozsahu 30 až 70 % a atmosférický tlak 1066.4 hPa až 1293 hPa.
Hlavní zásobu vody představovala pozemská voda zakonzervovaná pomocí iontů stříbra a uskladněná v desetilitrových nádržích. Další voda se získávala z atmosférické vlhkosti. Denní příděl vody pro kosmonauta byl 2 litry. Dehydrované potraviny byly skladovány v mrazničce při teplotě 3 až -10 °C. Bylo v ní možné skladovat asi 40 kg různých produktů. Umyvadlo na Miru bylo tvořeno kulovým pláštěm s bočními výřezy pro ruce a horním výřezem pro obličej. Příděl vody na umývání byl 0,3 l na osobu a den. Jako umývací prostředek se většinou používaly navlhčené houbičky. Čistotu stanice kosmonauti udržovali pomocí vysavače a vlhkých prachovek. Toaleta připomínala pozemskou toaletu, výjimku tvořil jen systém odsávání a větrání.
Vědecké přístroje po připojení modulu Priroda vážily celkem 11,5 t, včetně pomocného vybavení 14 t. Hlavními součástmi vědecké výbavy stanice byl komplex 24 přístrojů k pozorování Země ve viditelné, infračervené a mikrovlnné oblasti spektra; astrofyzikální observatoř složená ze šesti teleskopů a spektrometrů; čtyři technologické pícky; šest lékařských diagnostických komplexů; materiálová a biotechnologická aparatura.

## Posádka

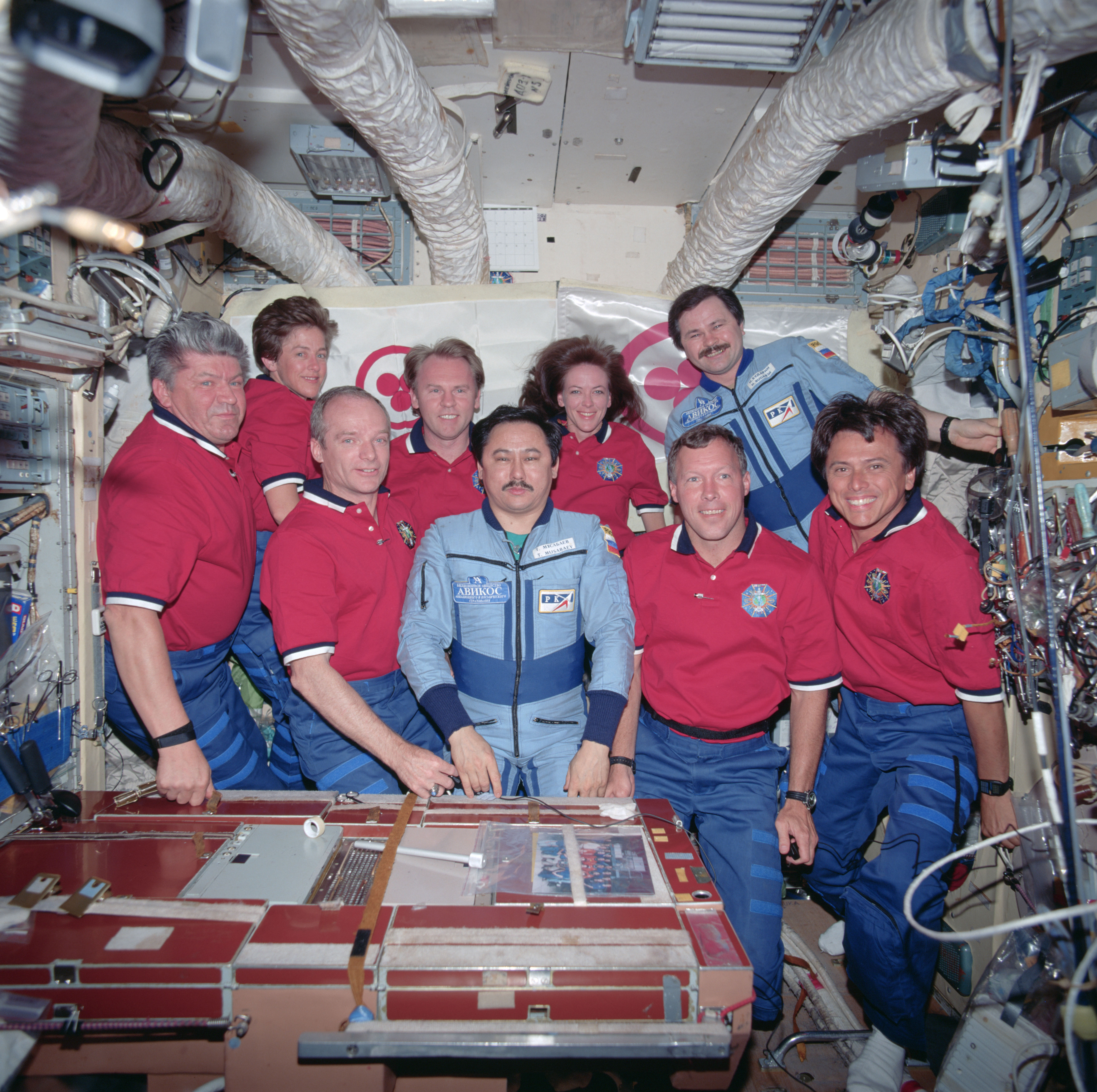
Společná fotografie posádek Miru a raketoplánu Atlantis v Základním bloku

Na palubě Miru mohlo společně pracovat až 6 kosmonautů, většinou však jejich počet nebyl vyšší než 3. Jejich dopravu na stanici zabezpečovaly kosmické lodě Sojuz-TM nebo Sojuz-T, materiál dopravovaly lodě Progress a Progress-M. Později zajišťovaly zásobování a výměnu členů posádky i americké raketoplány v rámci projektu Shuttle-Mir. První dvoučlenná posádka vstoupila na Mir 15. března 1986, poslední jej opustila 15. června 2000.

### Typický denní program posádky
Kosmonauti se řídili moskevským časem s tím rozdílem, že se nepřecházelo na letní čas.
- 08:00 – probuzení, ranní toaleta, inspekce stanice
- 09:00 – snídaně
- 09:40 – začátek práce, cvičení, komunikace se Zemí
- 14:00 – oběd
- 15:00 – práce, cvičení, komunikace se Zemí
- 19:00 – večeře, příprava práce na další den
- 21:30 – volný čas
- 23:00 – začátek spánku[3][20]

V případě mimořádně silných slunečních erupcí měli kosmonauti omezenou pracovní dobu a museli trávit více času v soukromých kójích, které byly lépe chráněné vůči sluneční radiaci. Kvůli výzkumu, montáži, ale i různým opravám museli kosmonauti někdy vystoupit z Miru do otevřeného vesmíru. Celkem podnikli 78 výstupů v celkové době 359 hodin.

## Průběh letu

### Rok 1986
Základní blok Miru byl na oběžnou dráhu vypuštěn 19. února 1986 nosnou raketou Proton-K. V datu startu se některé zdroje liší přesto, že Mir odstartoval 19. února v 21:28 UT, na kosmodromu Bajkonur byl již 20. únor. Z výchozí oběžné dráhy se stanice vlastními motorickými manévry dostala 7. března téhož roku na pracovní oběžnou dráhu.

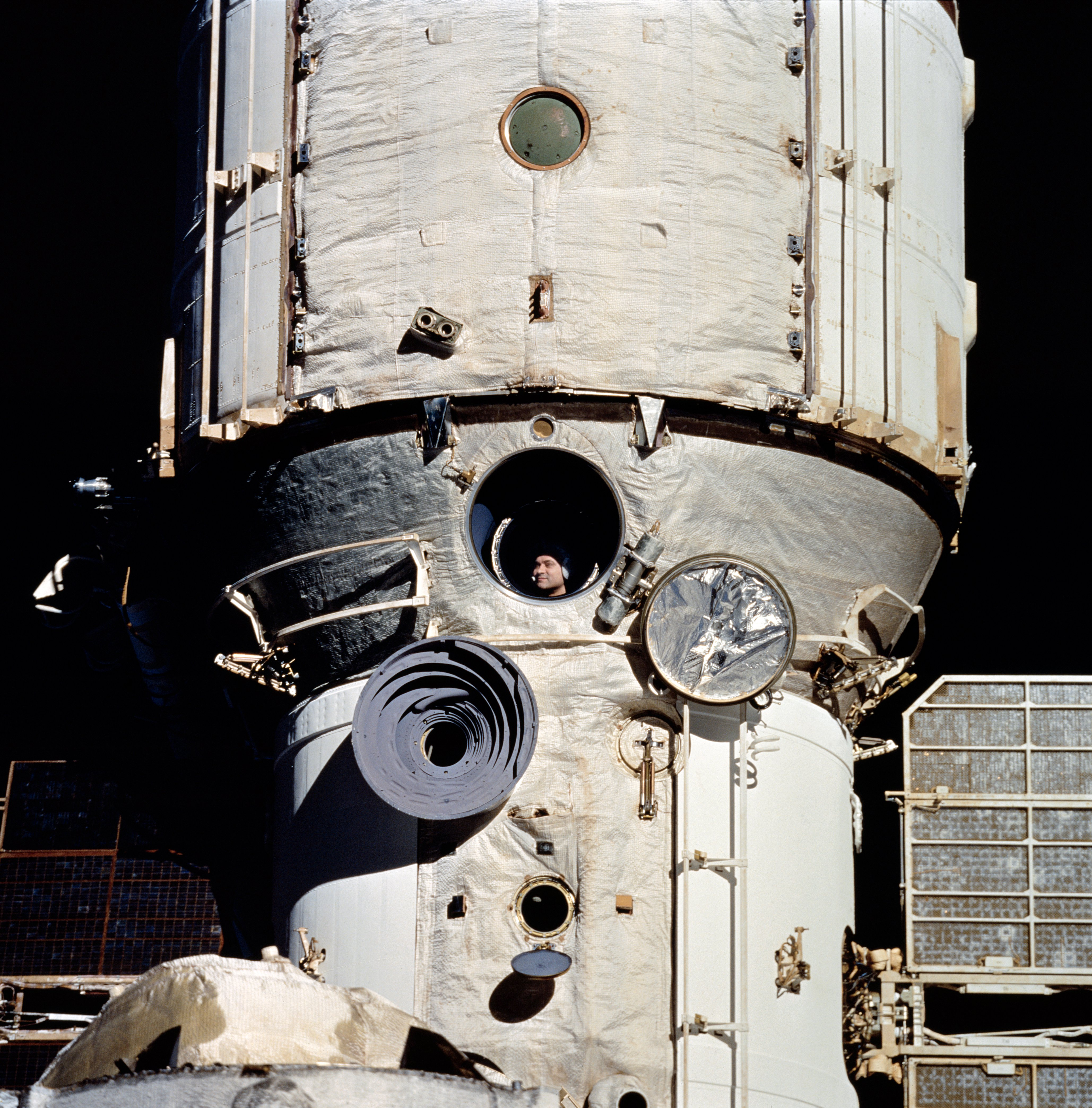
Základní blok stanice Mir z paluby raketoplánu při misi STS-63

Zpočátku se Mir pohyboval po značně excentrické dráze (v den vypuštění 171–302 km), poté se dráha upravovala, přičemž 26. března 1986 byl rozdíl mezi apogeem a perigeem jen 20 km (průměrná výška 384 km). 15. března 1986 se nad Atlantským oceánem spojila s Mirem transportní loď Sojuz T-15, která odstartovala z Bajkonuru 13. března. Po kontrole hermetičnosti spoje kosmonauti Leonid Kizim a Vladimir Solovjov přešli do stanice jako její první základní posádka. Let Sojuzu T-15 nesledoval mnoho vědeckých cílů. Úlohou kosmonautů byla především kontrola systémů stanice a jejich uvedení do provozu. V té době byla v obytné části stanice teplota 24 °C a tlak 1147 hPa. Dne 21. března se ke komplexu připojila zásobovací loď Progress 25. Kromě jiného zkoušeli kosmonauti různé způsoby řízení komplexu, nový systém rádiového spojení a vyfotografovali též Halleyovu kometu. První posádka opustila stanici 5. května. Po ukončení 51denního pobytu na stanici Mir však loď Sojuz T-15 nepřistála ihned na Zemi, ale přelétla ke kosmické stanici Saljut 7 a spojila se s ní. Přelet mezi dvěma stanicemi se uskutečnil poprvé v historii kosmonautiky.
V období od 5. května do 26. června zůstala stanice bez posádky. 22. května vzlétla k Miru bezpilotní loď Sojuz TM-1. Její automatická mise byla zakončena úspěšným přistáním ještě před návratem kosmonautů. Dne 26. června se na stanici vrátili Kizim a Solovjov a zůstali zde až do 16. července. Celkový čas, který strávila první posádka na Miru byl 70 dní, 10 hodin a 57 minut. Jejich odchodem začalo poslední období bez posádky, které skončilo příletem Jurije Romaněnka a Alexandra Lavejkina 7. února 1987.

### Rok 1987
Začátkem roku 1987 selhala nosná raketa Proton vynášející do kosmu komunikační družici Luč, která měla zlepšit možnosti spojení Miru s řídicím střediskem v Kaliningradě. V průběhu roku 1987 se na Miru vystřídaly 4 stálé posádky a k Základnímu bloku byl připojen modul Kvant. Tuto událost provázelo mnoho problémů. Pro případ možné havárie seděli členové posádky Romaněnko a Lavejkin během spojovacího manévru v transportní lodi Sojuz oblečeni ve skafandrech. Při prvním pokusu o spojení se obě tělesa minula o 10 metrů. 9. dubna proběhl druhý pokus: astrofyzikální modul se zachytil o spojovací uzel stanice, nedošlo však k pevnému mechanickému spojení. Při elektromechanickém přitahování modulu se posun zastavil ve vzdálenosti 375 mm z potřebných 384 mm. O dva dny později řídicí středisko rozhodlo o neplánovaném výstupu tehdejší posádky Romaněnka a Lavejkina do otevřeného prostoru. Kosmonauti přeručkovali k zadní části stanice a okolo 20:43 UT oznámili řídicímu středisku, že řídicí plochy obou spojovacích uzlů asi o centimetr nedoléhají. Po vyšroubování spojovací tyče Kvantu a vzdálení obou těles se zjistilo, že příčinou byl textilní vak – sáček s hygienickými potřebami, podle dalšího zdroje vak s odpadem, který se tam nedopatřením dostal. Kosmonauti předmět odstranili a očistili spojovací plochy. Potom jako první lidé v historii přímo sledovali automatické spojení modulů. Po třech hodinách a 40 minutách výstup do otevřeného prostoru ukončili. Kosmonauti potom postupně oživovali modul Kvant, ve kterém začaly probíhat první experimenty a pozorování.

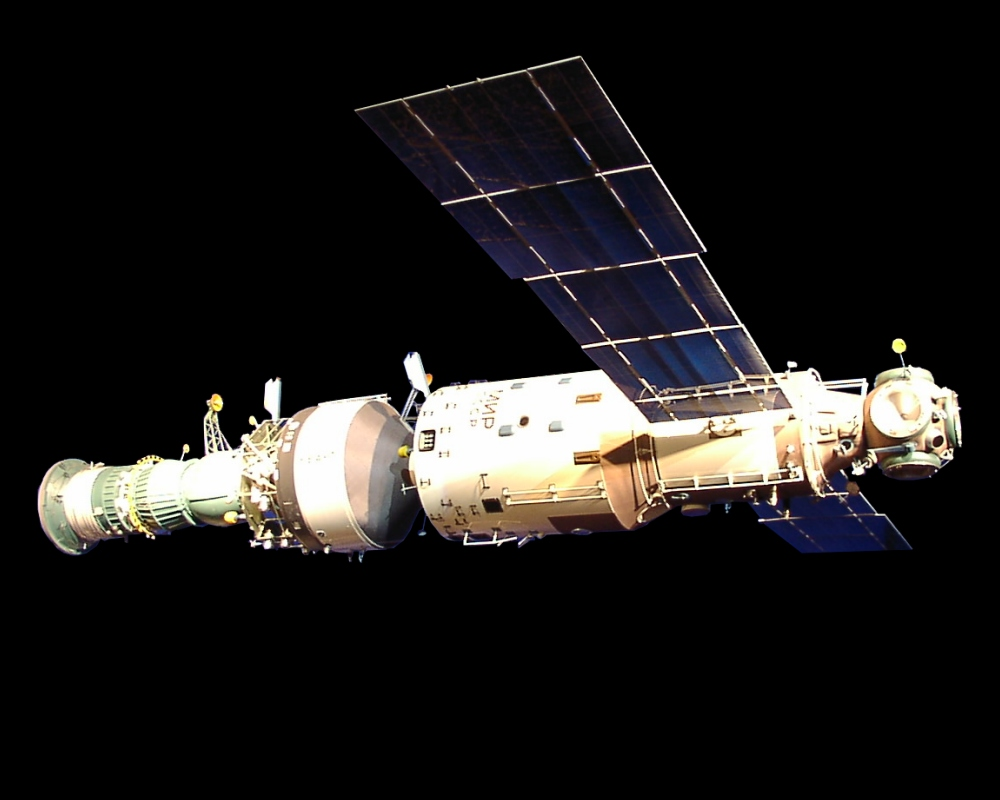
První dva moduly Miru – Základní blok a Kvant 1

Když se později v březnu s Mirem spojila nákladní loď Progress-30, poprvé v historii kosmonautiky vznikl komplex složený ze čtyř těles (Základní blok – Kvant – Sojuz TM-2 – Progress-30). 9. června začala mezinárodní observatoř Rentgen pozorovat výbuch supernovy SN 1987a. V červnu také kosmonauti J. Romaněnko a A. Lavejkin nainstalovali solární panel s celkovou plochou 22 m2. 22. července odstartovala kosmická loď Sojuz TM-3, jejíž posádku tvořili Alexandr Viktorenko a Alexandr Pavlovič Alexandrov. Po návratu lodě na Zem sovětští představitelé oznámili, že Mir bude trvale osídlen a posádky se budou střídat přímo za provozu. Do té doby totiž příletu nové posádky předcházel vždy odlet té staré. Podle nového plánu měly na krátké období pracovat na Miru současně předcházející a následující posádka, až poté původní posádka stanici opouštěla.

### Roky 1988–1989
V roce 1988 se na Miru vystřídalo 12 kosmonautů. Mezi nimi i první afghánský kosmonaut Abdul Mómand. Práce pokračovaly především na vědeckých experimentech: příprava polovodičových materiálů, geofyzikální experimenty, dálkový průzkum Země, fotografování oblohy v ultrafialové oblasti spektra, sledování zdravotního stavu a pracovních schopností kosmonautů a jiné. 26. února, 3. června a 20. října proběhly výstupy do otevřeného prostoru. Poslední z výstupů byl zajímavý tím, že skafandry kosmonautů Vladimir Titov a Musa Manarov nebyly v automatickém režimu, ale byly připojeny na palubní systém zabezpečení životních podmínek. Třetí člen posádky Valerij Poljakov byl během výstupu v návratovém modulu lodě Sojuz TM-6. Kdyby nastala nějaká havárie, mohl se okamžitě oddělit od stanice a přistát. Tento postup byl v případě nebezpečných operací použit vícekrát.
V období od 26. dubna do 7. září 1989 byla stanice opět bez posádky, protože se zdržela výroba dalších vědeckých modulů. Během tohoto období zásobovací loď Progress 41 navedla Mir na vyšší oběžnou dráhu. Samotné lodi již však nezbýval dostatek pohonných hmot na řádné navedení do atmosféry a tak po čtyřech dnech vstoupila do zemské atmosféry neřízeně.
Posádka se vrátila na stanici v kosmické lodi Sojuz TM-8 ve složení Alexandr Viktorenko a Alexandr Serebrov. Při spojování se stanicí nastaly komplikace a z devadesátimetrové vzdálenosti musela posádka připojit loď ručním řízením. Jelikož se manévr neplánovaně odehrával nad noční stranou Země, museli si spojovací uzel osvětlovat světlometem. Po spojení posádka oživila a zkontrolovala stanici a vyložila zásoby z nákladní lodě Progress M-1.
Jednou z nejvýznamnějších událostí toho roku bylo připojení modulu Kvant-2, který odstartoval 26. listopadu. Start komplikovaly technické problémy s navigačním systémem Miru Kurs. Navíc se krátce po startu zjistilo, že se jeden z dvou slunečních panelů otevřel neúplně. Později se ho však podařilo otevřít. 2. prosince proběhl neúspěšný pokus o připojení modulu ke stanici. Během přistávacího manévru totiž selhalo šest gyroskopů stanice. Na druhý pokus 6. prosince se modul úspěšně připojil ke komplexu. Modul obohatil stanici o komoru pro výstup do otevřeného prostoru, systém regenerace pitné vody a vzduchu, sprchový kout a další vybavení.

### Roky 1990–1995
Začátkem roku 1990 vykonali Alexandr Viktorenko a Alexandr Serebrov tři výstupy do otevřeného prostoru. Během třetího výstupu poprvé vyzkoušeli novou přechodovou komoru v modulu Kvant-2 a nové skafandry typu Orlan. 1. února bylo během dalšího výstupu vyzkoušeno kosmické křeslo Ikaros, které umožňuje kosmonautovi pohybovat se nezávisle na kosmické lodi nebo stanici. NASA vyvinula podobné zařízení označované jako MMU, ale stejně jako MMU, ani Ikaros se nakonec v praxi nepoužíval.
11. února odstartovala k Miru loď Sojuz TM-9 s novou posádkou, kterou tvořili Anatolij Solovjov a Alexandr Balandin. Ve vesmíru zjistili poškození tepelné izolační vrstvy na povrchu návratového modulu, která je měla chránit před extrémními teplotami. Po spojení s Mirem proto uskutečnili opravářský výstup, který trval rekordních 7 hodin a 16 minut. Při návratu nastal problém s uzavřením krytu přechodové komory v modulu Kvant-2, a proto se museli vrátit přes starou komoru v Základním bloku.
31. května 1990 odstartoval modul Kristall, který se spojil s komplexem na druhý pokus. 8. ledna 1994 přiletěl již podruhé na stanici lékař a kosmonaut Valerij Poljakov, který se na Zem vrátil o 437 dní později.
 Dodnes je držitelem rekordu v nejdelším nepřerušeném pobytu ve vesmíru. Prvenství v nejdelším pobytu ve vesmíru vůbec patří Gennadiji Padalkovi. Tento ruský kosmonaut při pěti letech do vesmíru, v tom jednou na Miru a čtyřikrát na ISS, strávil ve vesmíru celkem 878 dní.
3. října 1994 k Miru vycestoval poprvé kosmonaut ESA, Němec Ulf Merbold. Byl nejen prvním kosmonautem ESA na palubě Miru (první kosmonaut z Evropy na Miru byl Francouz Jean-Loup Chrétien), ale 11 let před tím také prvním Evropanem na palubě raketoplánu (Columbia při misi STS-9). Koncem roku se na Mir v lodi Sojuz TM-11 dostal také první reportér ve vesmíru, osmačtyřicetiletý Japonec Tojohiro Akijama. Přinesl si s sebou šest kamer a čtyřicet hodin prázdných filmových pásek.
14. března 1995 začala spolupráce na Miru mezi Ruskem a Spojenými státy americkými. Ve vesmírné lodi Sojuz TM-21 seděl kromě ruských i americký astronaut Norman Thagard. Tím se stal prvním americkým kosmonautem, který letěl v ruské vesmírné lodi. Start Sojuzu způsobil na rampě problémy, které vyústily v menší požár. Dne 29. června 1995 v 13:00 UT se s ruskou stanicí Mir spojil první americký raketoplán Atlantis při misi STS-71. S ním se po svém 115denním letu ve vesmíru vrátil na Zem Norman Thagard. Při odpojení raketoplánu se oddělila i loď Sojuz TM-21, která měla za úkol raketoplán se stanicí fotografovat. Ve chvíli, kdy stanice zůstala bez posádky, však hlavní počítač selhal a spolu s ním i stabilizační a orientační systém. Kosmonauti po návratu tuto závadu odstranili.
Po několikaleté přestávce ve stavbě Miru se v květnu 1995 ke komplexu připojil modul Spektrum. Technici však modul vybavili tak, aby v případě, že se první pokus nevydaří, mohl létat samostatně ve vesmíru dalších 90 dní. Modul byl také vybaven čtyřmi solárními panely.
12. listopadu 1995 odstartoval raketoplán Atlantis na misi STS-74. Jeho hlavním cílem bylo instalovat na Mir spojovací modul. Tento úkol se úspěšně podařilo splnit a dne 15. listopadu se modul stal součástí komplexu.

### Roky 1996–1998
22. března 1996 přivezl raketoplán Atlantis při STS-79 na palubu Miru první americkou astronautku Shannon Lucidovou, která tam zůstala delší dobu. 23. dubna 1996 se do vesmíru vydala poslední část komplexu – modul Priroda. Po jeho startu se vyskytl problém s dodávkou elektrické energie. Po úspěšném spojení byl komplex konečně kompletní.

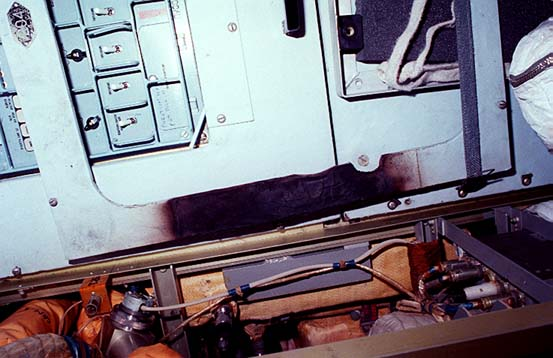
Následky požáru

26. února 1997 vypukl na palubě Miru požár. Příčinou bylo vzplanutí zařízení na regeneraci vzduchu. Kosmonauti Valerij Korzun a Alexandr Kaleri požár okamžitě zaregistrovali a nasadili si plynové masky. Podle amerického člena posádky Jerryho Linengera plameny sahaly do výšky 1,5 metru a navíc blokovaly přístup do lodě Sojuz, kterou měli v případě nebezpečí uniknout ze stanice. Po čtvrt hodině se podařilo požár uhasit, ale stanice byla plná černého dýmu. Několik dní poté selhala aparatura na filtraci vzduchu a později také systém orientace solárních panelů. Začátkem dubna začala unikat chladicí kapalina ze systému modulu Kvant-2. Kosmonauti museli změnit orientaci stanice tak, aby byl poškozený modul stíněn před slunečním zářením dalšími moduly. Tím se zabránilo jeho přehřátí.
NASA byla rozhořčena z přetrvávajících problémů a také z toho, že byla o požáru na stanici informována až po několika hodinách i přesto, že v té době byl na její palubě americký astronaut. Následující rok uvažovala o tom, že je nebezpečné posílat na Mir americké astronauty. Vedoucí střediska letů v Koroljově prohlásil, že USA situaci příliš dramatizují a že situace na palubě stanice není nikterak mimořádná ani nebezpečná. Až poté, co 21. března vyšlo na povrch, že kosmonautovi Alexandru Lazutkinovi vnikl při opravě chladicího systému do oka glykol, Rusko poprvé připustilo, že vážně uvažuje o evakuaci posádky.

#### Srážka s Progressem

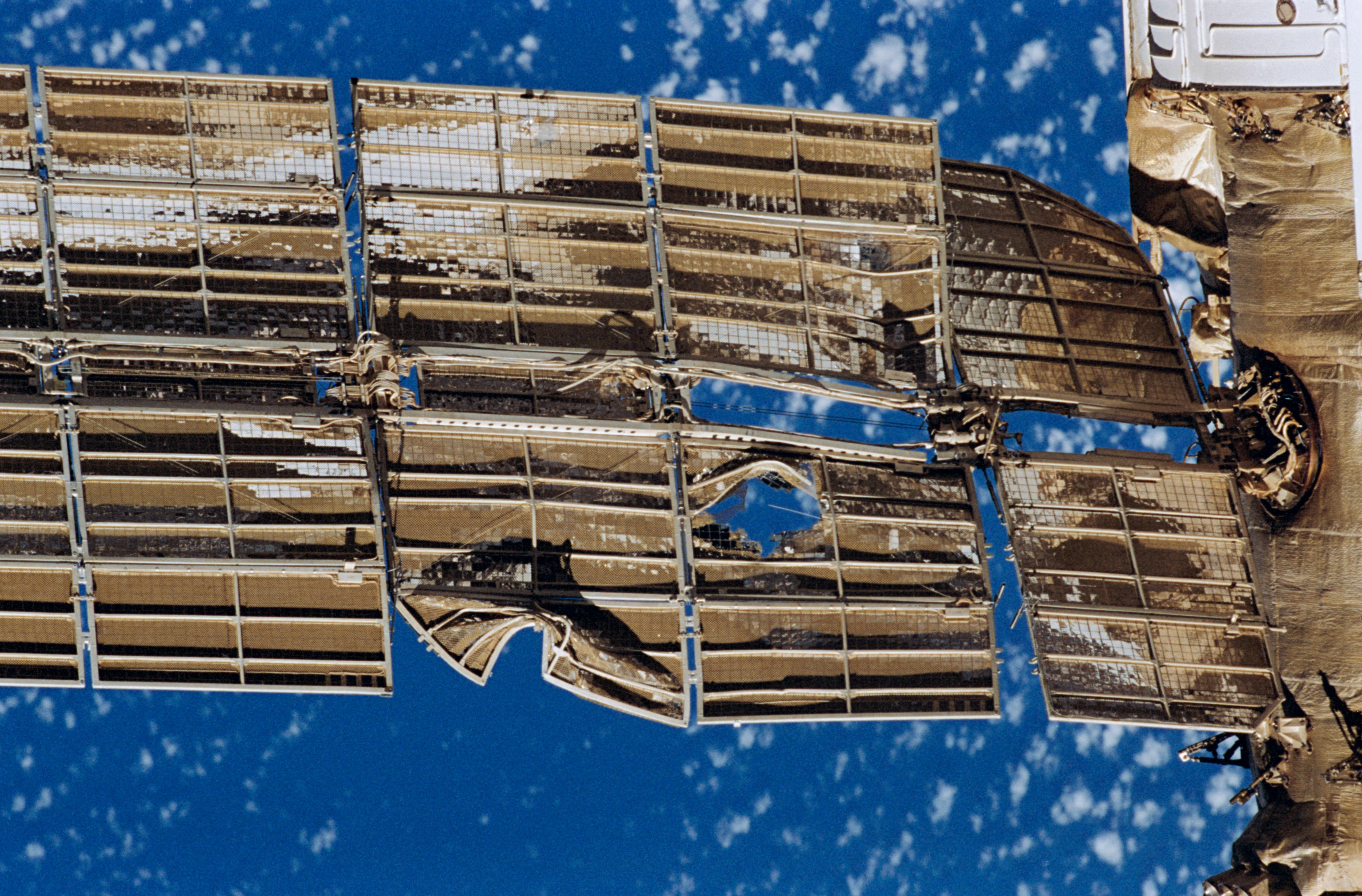
Zničené solární panely modulu Spektr po kolizi s Progressem

Za nejhorší a nejnebezpečnější problém, který kdy Mir potkal, se považuje srážka s nákladní lodí Progress M-34. Ke kolizi došlo 25. června 1997 v 09:20 UTC. Den předtím byl Progress odpojen od stanice. 25. června se posádka pokusila při ručním navádění o opětovné spojení. Při tomto manévru se prověřovala funkčnost nového navigačního systému TORU. Loď však namísto toho narazila do vědeckého modulu Spektr. Nejdříve do jeho solárních panelů, ve kterých zůstala asi 40 cm díra, potom do samotného modulu, který těžce poškodila. Podle některých zdrojů byla srážka vinou kosmonautů Vasilije Ciblijeva a Alexandra Lazutkina, kteří možná v důsledku přepracování a únavy Progress špatně navedli. Podle jiných bylo příčinou selhání naváděcího systému Progressu. Náraz způsobil dekompresi modulu Spektr – z modulu začal unikat vzduch. Mir tak přišel o jeden ze svých modulů, který musela posádka nouzově uzavřít a odpojit kabely zajišťující asi 40 % elektrické energie. Z deseti solárních panelů ztratil Mir hned čtyři umístěné na modulu Spektr, které navíc patřily mezi nejnovější a nejvýkonnější. Spolu s modulem ztratili též množství amerických a ruských experimentů a také kajutu a všechny osobní věci tehdejšího amerického člena posádky Michaela Foaleho.
Tato kolize měla za následek množství dalších problémů. 27. června se stanice na víc než hodinu vymkla kontrole. 3. července nastaly problémy se stabilizačním systémem. Z důvodu pokusu o opravu modulu Spektr ho museli kosmonauti odpojit, ale tím se Mir otočil do nevhodného úhlu a na jeho solární panely dopadalo ještě méně slunečního světla než předtím. Kosmonauti proto natočili Mir do správné polohy pomocí manévrovacích motorů. Nastala též porucha kyslíkového systému Elektron. Plánovaný výstup ohrozily též kardiovaskulární problémy velitele Ciblijeva. Z toho důvodu bylo rozhodnuto, že do kosmu vystoupí až další posádka stanice.
Ruští specialisté vypracovali plán na alespoň částečnou obnovu modulu Spektr, který podle všeho nepřišel o všechen vzduch, ale tlak v něm byl nebezpečně nízký. Na zásobovací lodi Progress M-35, která startovala 5. července a ke stanici se připojila o dva dny později, dodala na Mir několik speciálních součástek, které umožnily propojit kabely ze slunečních baterií Spektra s elektroinstalací Miru. Nová posádka Anatolij Solovjov a Pavel Vinogradov při výstupu do otevřeného prostoru spojovací součástky mezi Mirem a Spektrem nainstalovala.

### Roky 1998–2001
2. června 1998 odstartoval raketoplán Discovery na STS-91. Šlo o devátou a poslední misi raketoplánů, jejímž cílem byla vesmírná stanice Mir. Raketoplánem se na Zem vrátil astronaut Andrew Sydney Withiel Thomas. 15. června 2000 opustila Mir poslední stálá posádka – Sergej Zaljotin a Alexandr Kaleri. Tři dny předtím absolvovali poslední výstup do kosmu, který trval 4 hodiny a 52 minut. Při výstupu demontovali vědecké přístroje, které byly umístěny na venkovní části stanice. Nepotřebné vybavení a odpadky naložili do lodě Progress M1-2, potřebný náklad a vzorky umístili na palubu své návratové lodě Sojuz TM-30. V 19:10 UT byl uzavřen průlez mezi Mirem a Sojuzem a v 21:24:49 UT se poslední Sojuz oddělil od stanice a 15. října jej následoval i Progress M1-2. V době od 2. října do 25. října byla stanice řízena ze Země. Ke konci roku ztrácelo řídicí středisko se stanicí spojení. 30. prosince 2000 vydala vláda Ruské federace nařízení organizaci Rosaviakosmos, aby zajistila bezpečné stáhnutí komplexu z oběžné dráhy.

#### Zánik stanice
Dne 24. ledna 2001 v 04:28:42 UT z Bajkonuru odstartovala nákladní loď Progress M1-5 s nákladem 2677 kg paliva, z toho 1797 kg bylo určeno pro navedení Miru do atmosféry Země. V případě, že by se jej nepodařilo k Miru připojit, byla připravena tzv. záchranná expedice na lodi Sojuz. Její posádku tvořili Gennadij Padalka a Nikolaj Budarin. Jejich cílem bylo v případě potřeby zajistit manuální spojení Progressu s Mirem. Nakonec však nebylo nutné tuto misi uskutečnit. O den dříve, 23. ledna 2001 v 05:20 UT, se od Miru oddělila předchozí nákladní loď Progress M-43 a tím uvolnila zadní stykovací uzel +X (na modulu Kvant) pro Progress M1-5. 27. ledna v 05:33 UT se Progress M1-5 v automatickém režimu úspěšně spojil s Mirem. Stanice se v té době nacházela na dráze ve výšce okolo 292 km. Přecházející Progress M-43 byl 29. ledna v 02:12 UT brzdícím manévrem naveden do hustých vrstev atmosféry, kde přibližně v 02:58 UT zanikl.
Progress M1-5 dne 23. března, když průměrná výška dráhy klesla pod 220 km, navedl neobývaný Mir do hustých vrstev atmosféry tak, aby jeho zbytky dopadly do Tichého oceánu mezi Austrálií a Jižní Amerikou. První korekční manévr byl zahájen v 00:32:47 UT (t=1251 s, Dv=9.3 m/s) motory systému DPO (Dvigateli Pričalivanija i Orientacii) s tahem přibližně 900 N nákladní lodí Progress M1-5. Výsledná dráha měla výšku přibližně 187 až 218 km. V 02:01:11 UT byl zahájen druhý korekční manévr (t=1394 s, Dv=10,4 m/s) motory systému DPO. Po tomto manévru měla výsledná dráha výšku přibližně 159 až 218 km. V obou případech pracovaly motory DPO přibližně 32,5 minut. Poslední brzdící manévr byl zahájen v 05:07:34 UT (t=1950 s, Dv=28 m/s) hlavním korekčním motorem SKD (Sbližajušče-Korrektirujuščij Dvigatel') s tahem 3,1 kN, který pracoval až do spotřebování všech pohonných látek. Manévr začal nad Středozemním mořem. V čase 05:40 UT byl poslední brzdící manévr úspěšně ukončen a Mir byl na plánované sestupné dráze.
Přibližně v 05:41 UT Mir vstoupil do atmosféry asi 120 km východně od Filipín. Nejprve se odlomily a byly zničeny antény a solární panely. Potom došlo k vlastnímu rozpadu stanice na jednotlivé moduly a jejich zničení působením aerodynamického ohřevu a aerodynamických sil ve výškách mezi 90 až 40 km. Tato fáze zániku byla pozorována množstvím svědků z ostrova Fidži.
Kolem 06:00 UT dopadly zbytky Miru do Tichého oceánu. Většina úlomků se roztavila a shořela v atmosféře, ale množství z nich s celkovou hmotností 20 až 25 tun dopadlo na hladinu oceánu. Největší zachované části mohly dosahovat hmotnosti okolo 700 kg. Rozměry dopadové elipsy se odhadují na 6000×200 km se středem v bodě 44°15′ j. š., 150°24′ z. d..

## Výsledky letu
| Rok  | Provedeno pozorování a pokusů | Vypuštěn modul |
| ---- | ----------------------------- | -------------- |
| 1986 | 100                           | Základní modul |
| 1987 | 1650                          | Kvant          |
| 1988 | 2550                          |                |
| 1989 | 1550                          | Kvant-2        |
| 1990 | 1050                          | Kristall       |
| 1991 | 1000                          |                |
| 1992 | 1000                          |                |
| 1993 | 1150                          |                |
| 1994 | 900                           |                |
| 1995 | 3050                          | Spektr         |
| 1996 | 4050                          | Priroda        |
| 1997 | 4100                          |                |
| 1998 | 4600                          |                |
| 1999 | 3800                          |                |
| 2000 | 750                           |                |

Celkem bylo provedeno na 31 200 pozorování, z toho 7500 s pomocí zahraničních přístrojů. Přičemž 23 600 v rámci sovětského, resp. ruského federálního kosmického programu a 7700 na komerčním základě. Na Zem bylo předáno 1690 gigabajtů dat, a vráceno 4700 kg nákladu s výsledky experimentů.
Během 6700 technických pokusů byla vyzkoušena technogie sestavování velkých konstrukcí, vypracovány metody a způsoby provádění údržby a oprav vybavení stanice. Výsledná doba práce Miru byla nakonec trojnásobná proti předpokládané životnosti. Proběhly experimenty zaměřené na růst čistých krystalů v podmínkách mikrogravitace. Během více než 2450 experimentů v oblasti výzkumu materiálů a kosmických technologií byly vyzkoušeny základní technologie výroby polovodičů, přičemž byly získány materiály převyšující kvalitou pozemské analogy.
Celkem bylo provedeno přes 2300 lékařských experimentů, z toho 800 během rekordního letu Poljakova o délce 1,5 roku. Na Miru bylo získáno velké množství dat o působení kosmického prostředí, zejména stavu beztíže, na člověka, ale i na různé rostliny a živočichy.
Ve 130 biotechnologických experimentech byly vyzkoušeny procesy separace a čištění bílkovin, získány zkušební série léčiv, především antibiotik, vyrobeny vysoce čisté bílkovinné krystaly.
Během letu stanice bylo ofotografováno 125 mil. km² Země, vytvořena databanka získaných informací o zemském povrchu, oceánech i atmosféře.
Ve více než 6200 astronomických pozorováních byly získány nové poznatky o supernově 1987A, objeveny nové zdroje rentgenového záření (tzv. kvant source), sledován střed Galaxie.
Na Miru byla odzkoušena mezinárodní spolupráce nezbytná pro pozdější stanici ISS. Zejména společné řízení letů stanice a raketoplánu ze dvou středisek řízení letů (v Houstonu a Koroljovu), připojování raketoplánů ke stanici, společná práce mezinárodních posádek, využívání vybavení různého původu, sjednocení zásad zpracování dokumentace.